# Mario Acampa
Mario Acampa (Torino, 21 febbraio 1987) è un conduttore televisivo italiano.

## Biografia
Mario Acampa nasce il 21 febbraio 1987 a Torino.
Per due edizioni, presenta la trasmissione per bambini Ma che bel castello su Rai Yoyo. Conduce poi per due stagioni il programma televisivo La TV Ribelle in onda su Rai Gulp insieme alla collega Benedetta Mazza tra il 2012 e il 2014. Dal 2017 è il commentatore italiano del Junior Eurovision Song Contest: nel 2017 ha commentato la finale insieme a Laura Carusino, nel 2018 con Federica Carta, nel 2019 con Alexia Rizzardi e nel 2021 insieme a Marta Viola e Giorgia Boni, mentre nel 2022 su Rai 1 è affiancato da Francesca Fialdini, Rosanna Vaudetti e Gigliola Cinquetti. 
Oltre a ciò, ha avuto a che fare anche con l’Eurovision: nel 2022, in occasione dell’Eurovision Song Contest di Torino, ha presentato il sorteggio di allocazione insieme a Carolina Di Domenico. Durante l'evento, insieme a Laura Carusino e a Carolina Di Domenico, presenta anche il Tappeto turchese e le conferenze stampa dei cantanti finalisti. Nel 2024 ha invece annunciato, come portavoce, i punti della giuria italiana dell’Eurovision di Malmö.
A partire dal 20 aprile 2020 conduce La Banda dei FuoriClasse, programma nato per sostenere gli studenti durante il periodo della pandemia, per il quale sono state prodotte tre edizioni.

## Filmografia
- Extravergine – serie TV, regia di Roberta Torre (Fox, Fox Life, 2019)[8]

## Programmi televisivi
- Too Gulp (Rai Gulp, 2011-2012) Conduttore
- Ma che bel castello (Rai Yoyo, 2011-2012) Conduttore
- La TV Ribelle (Rai Gulp, 2012-2014) Conduttore
- Ragazzi c'è Sanremo (Rai Ragazzi, 2012) Conduttore/inviato
- La posta di YoYo (Rai YoYo, 2013) Ospite
- TAO - Tutti all'Opera! (Sky Classica HD, 2017-2018) Conduttore
- Junior Eurovision Song Contest (Rai Gulp, 2017-2019, 2021, Rai 1,  2022-2023; Rai 2, dal 2024) Commentatore
- La Banda dei FuoriClasse (Rai Gulp, 2020-2021) Conduttore
- Eurovision Song Contest 2022 - Allocation Draw (RaiPlay, 2022) Conduttore
- Eurovision Song Contest 2022 - Meet & Greet (RaiPlay, 2022) Conduttore
- Eurovision Song Contest 2022 - Turquoise Carpet (RaiPlay, 2022) Conduttore
- Italian green - Viaggio nell'Italia sostenibile (Rai 2, 2022) Conduttore
- Storie italiane (Rai 1, dal 2022) Inviato
- Eurovision Song Contest 2024  (Rai 1, 2024) Portavoce
- Urban Green (Rai 2, 2024)
- O anche no (Rai 3, dal 2024)
- Concerto di Natale Orchestra Sinfonica della RAI - Uno schiaccianoci in città (Rai 1, 2024) Narratore